# 舊沙伊戈沃區

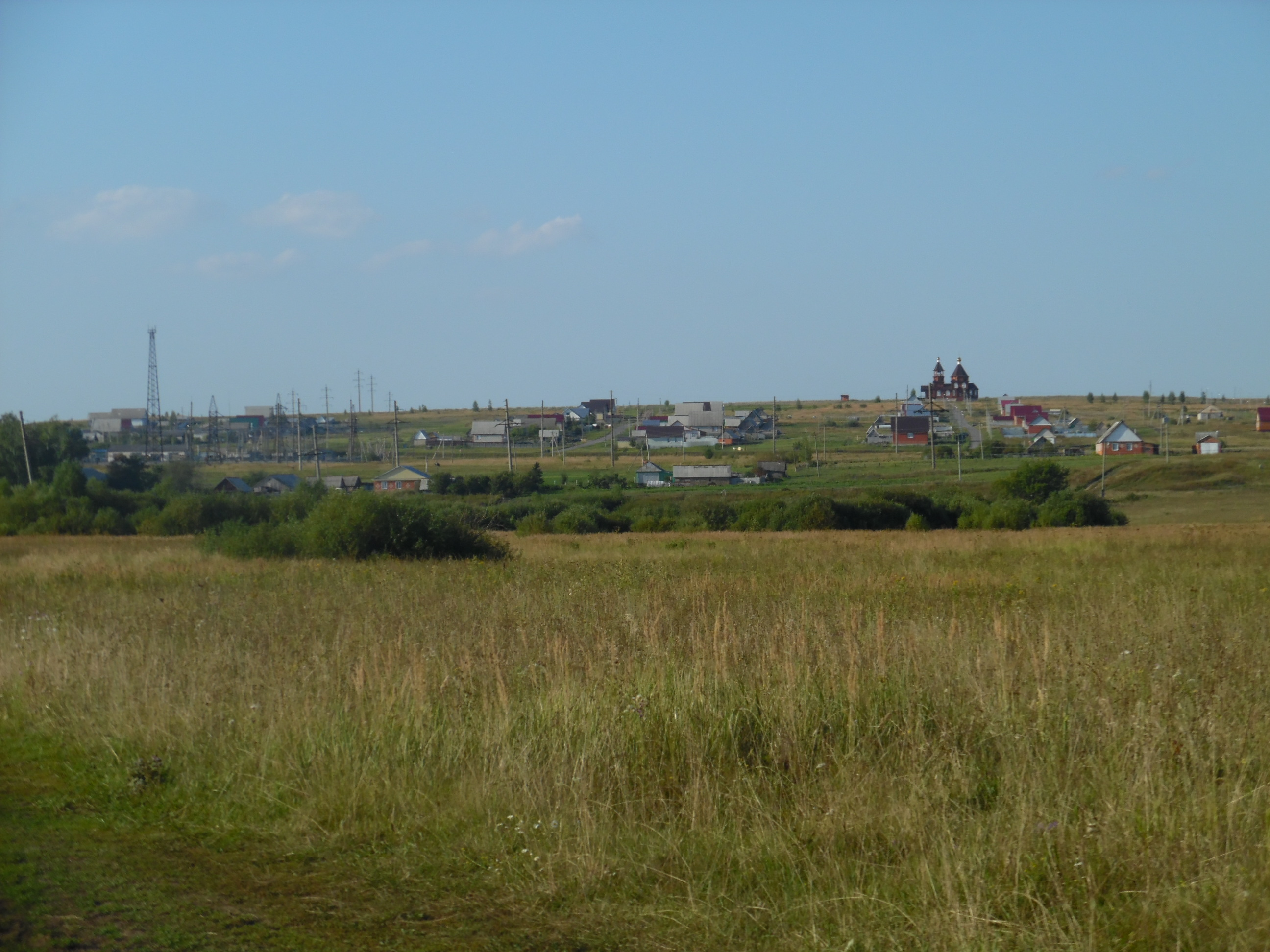

54°18′N 44°28′E / 54.300°N 44.467°E
舊沙伊戈沃區（俄语：Старошайговский район），是俄羅斯的一個區，位於該國西部，由莫爾多維亞共和國負責管轄，面積1,419.4平方公里，2010年人口14,071，人口密度每平方公里9.91人。